# Carmolândia
Carmolândia is een gemeente in de Braziliaanse deelstaat Tocantins. De gemeente telt 2.420 inwoners (schatting 2009).